# 绰尔河农场
绰尔河农场，是中国内蒙古自治区呼伦贝尔市扎兰屯市下辖的一个类似乡级单位。

## 行政区划
绰尔河农场共辖以下地区：
第一生产队、第二生产队、第三生产队、第四生产队、第五生产队、第七生产队、第八生产队、第九生产队、第十生产队、农场街道办事处。